# 56 pr. n. št.
56 pr. n. št. je bilo leto predjulijanskega rimskega koledarja. V rimskem svetu je bilo znano kot leto sokonzulstva Lentula in Filipa, pa tudi kot leto 698 ab urbe condita.
Oznaka 56 pr. Kr. oz. 56 AC (Ante Christum, »pred Kristusom«), zdaj posodobljeno v 56 pr. n. št., se uporablja od srednjega veka, ko se je uveljavilo številčenje po sistemu Anno Domini.

## Dogodki
- Galske vojne: Cezarjev general Decim Junij Brut Albin premaga armoriške Venete v Bretanji.